# Pseudodaphnella ramsayi
Pseudodaphnella ramsayi é uma espécie de gastrópode do gênero Pseudodaphnella, pertencente a família Raphitomidae.